# Castello di Rivalta
Il castello di Rivalta è un imponente complesso fortificato che si trova a Rivalta, frazione del comune italiano di Gazzola, in provincia di Piacenza.
Posto su una ripida scarpata (ripa alta) prospiciente la riva del fiume Trebbia, ha una posizione di poco elevata ma che consente un'ampia panoramica sul greto, che in questo punto è molto ampio, e la campagna circostante. Il castello di Rivalta, insieme a quello di Statto e ai castelli di Montechiaro e di Rivergaro, posti sulla sponda opposta della Trebbia, collocati alle pendici dei primi rilievi, dove il fiume, a sud incassato tra i monti, comincia a scorrere nella pianura Padana; controllavano l'accesso alla val Trebbia del caminus Genue, un tempo importante via di comunicazione con il Genovesato e, quindi, il mare.
Il castello fa parte dell'Associazione dei Castelli del Ducato di Parma, Piacenza e Pontremoli.

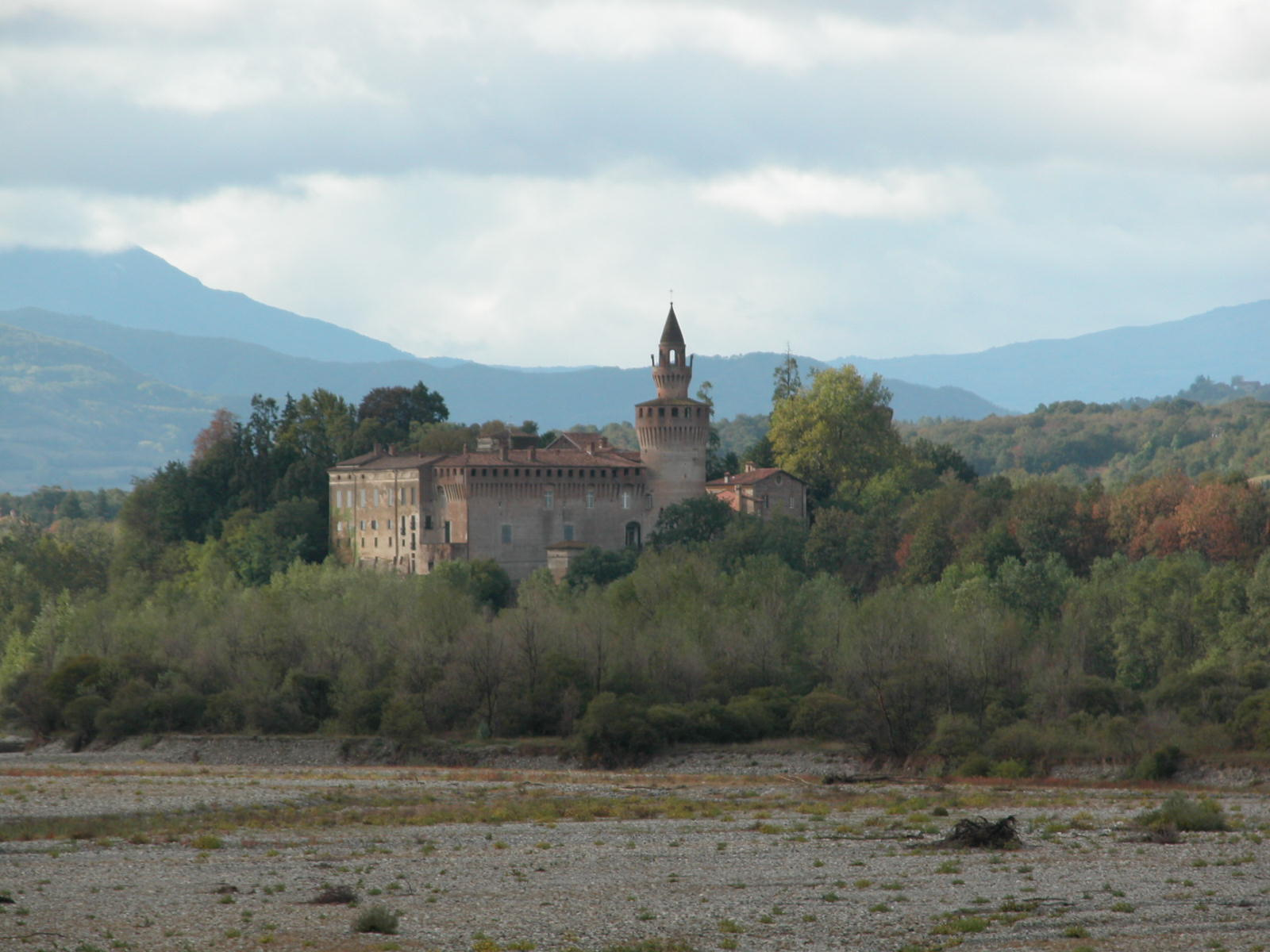
Castello di Rivalta visto dalla Trebbia

## Storia
La zona di Rivalta fu, probabilmente, sede di una torre di avvistamento o di un piccolo accampamento fortificato, già in epoca romana; nelle sue vicinanze fu combattuta nel 218 a.C. la battaglia della Trebbia nella quale le truppe cartaginesi di Annibale sconfissero le truppe romane guidate dal console Tiberio Sempronio Longo.
La prima testimonianza scritta sul castello è un atto di acquisto risalente al 1025. Nel 1048 venne donato al monastero di San Savino di Piacenza da parte dell'imperatore. Nel XII secolo era sotto giurisdizione dei Malaspina, che dominavano i territori dalla Lunigiana fino alla valle Staffora.
Nel 1255 Oberto Pallavicino, podestà di Piacenza di fede ghibellina, ordinò la distruzione di questo e degli altri presidi dei Malaspina, in quanto legati alla fazione opposta. Nel primo decennio del XIV secolo i Ripalta lo cedettero a Obizzo Landi, la cui famiglia avrebbe mantenuto il possesso del castello nei secoli successivi. Nel 1322 il castello venne raso al suolo dalle truppe di Galeazzo I Visconti il quale, inizialmente alleato della famiglia Landi, si era probabilmente innamorato di Bianchina, moglie di Obizzo Landi.
Dopo la morte di Obizzo Landi nel 1329, il castello fu conteso tra due dei suoi figli: Pietro e Galvano; la contesa per la proprietà terminò a favore di Galvano con l'assassinio di Pietro; da questo fatto storico deriva la leggenda che vuole il fantasma di Pietro tornare nel castello quando in esso sosta uno dei discendenti di Galvano.
Nel 1412 il feudo di Rivalta venne confermato alla famiglia Landi, da parte del duca di Milano Filippo Maria Visconti che concede anche il titolo di conte a Manfredo Landi; pochi anni dopo, lo stesso Filippo Maria Visconti tolse il castello ai Landi, sospettati di esser parte di una ribellione antiviscontea, concedendolo a Niccolò Piccinino, che mantenne il potere sul castello per qualche anno prima della riconquista da parte di Manfredo Landi.
Tra il XV e il XVIII secolo, per volontà di Manfredo Landi, il castello subì profonde trasformazioni che adattarono l'edificio alle nuove necessità militari causate dall'introduzione dell'artiglieria. I lavori furono curati dall'architetto Pietro Antonio Solari, che, trasferitosi successivamente in Russia, si sarebbe occupato anche di alcuni lavori sul Cremlino.
Nel 1636 il castello subì l'assedio da parte di un contingente spagnolo formato da 6 000 uomini e comandato dal generale Gil De Has.
In seguito l'edificio subì ulteriori lavori, finalizzati questa volta alla trasformazione in dimora signorile: venne aggiunto un ulteriore corpo di fabbrica sviluppato intorno a un cortile dotato di porticato e loggiato. Nel corso del XVIII secolo il cortile fu ulteriormente rimaneggiato subendo una variazione dell'ordine delle finestre.
In quel secolo il castello viene saccheggiato per due volte: nel 1746 da parte dei soldati tedeschi guidati dal generale Berenklau e nel 1799 da parte dei soldati francesi al comando del generale MacDonald.
Nel 1808 il ramo della famiglia Landi conti di Rivalta e marchesi di Gambaro si estinse; il possesso del castello passò, quindi, al ramo dei Landi conti di Caselle e marchesi di Chiavenna. Negli ultimi anni del XIX secolo l'edificio venne comprato da parte del conte Carlo Zanardi Landi di Veano, rimanendo, in seguito, nelle proprietà dei suoi eredi. Nella seconda metà del XX secolo il castello e il borgo, scelti dalla famiglia Zanardi Landi come residenza, sono stati sottoposti a lavori di restauro finalizzati al recupero delle strutture medievali.

## Struttura
Il complesso fortificato di Rivalta è composto dal castello vero e proprio e da un borgo fortificato medievale le cui parti risalgono ai secoli compresi tra il XIII e il XVII.

### Il borgo

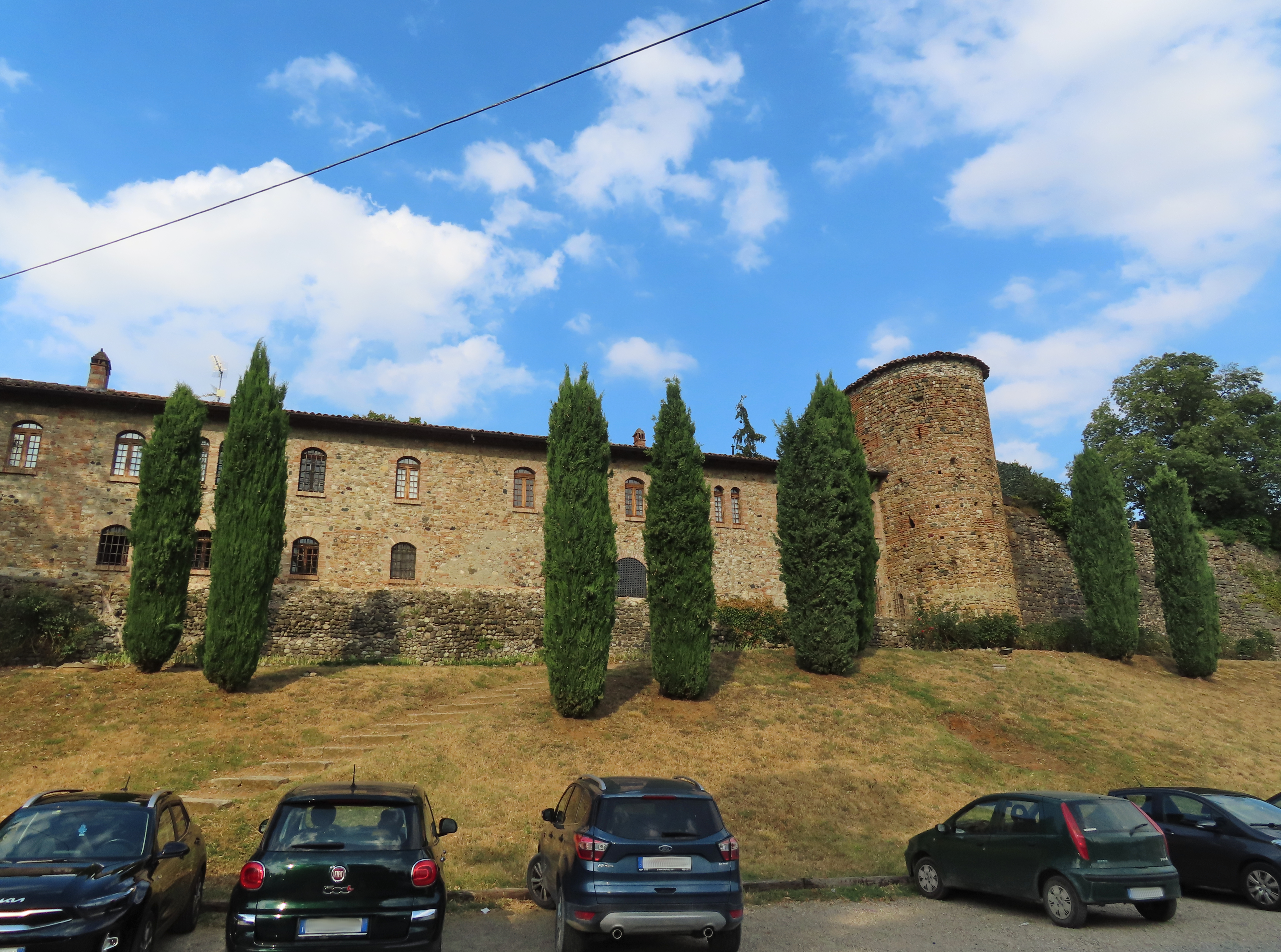
Le mura del borgo con la torre sud

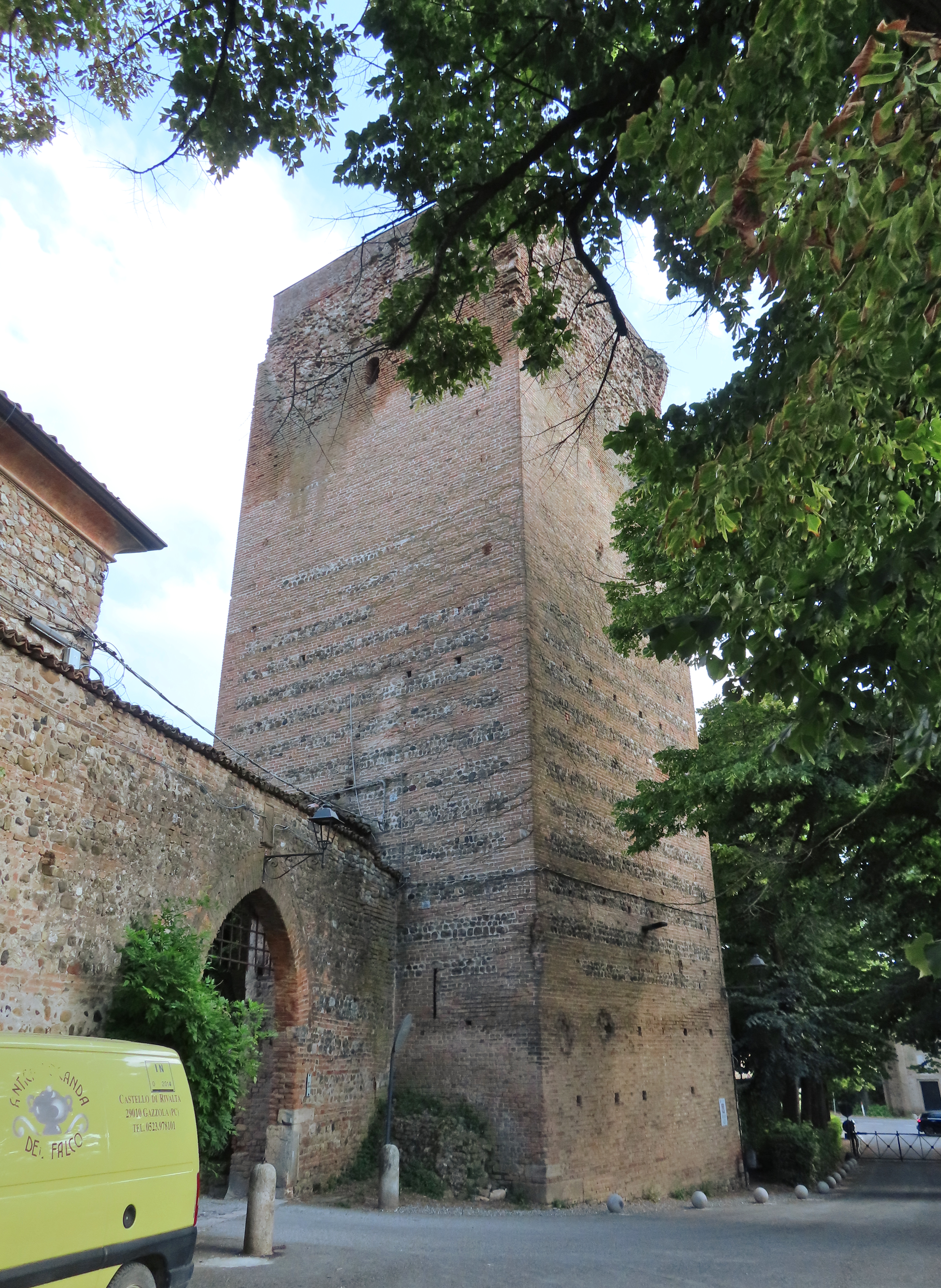
Torre dell'Opizzone

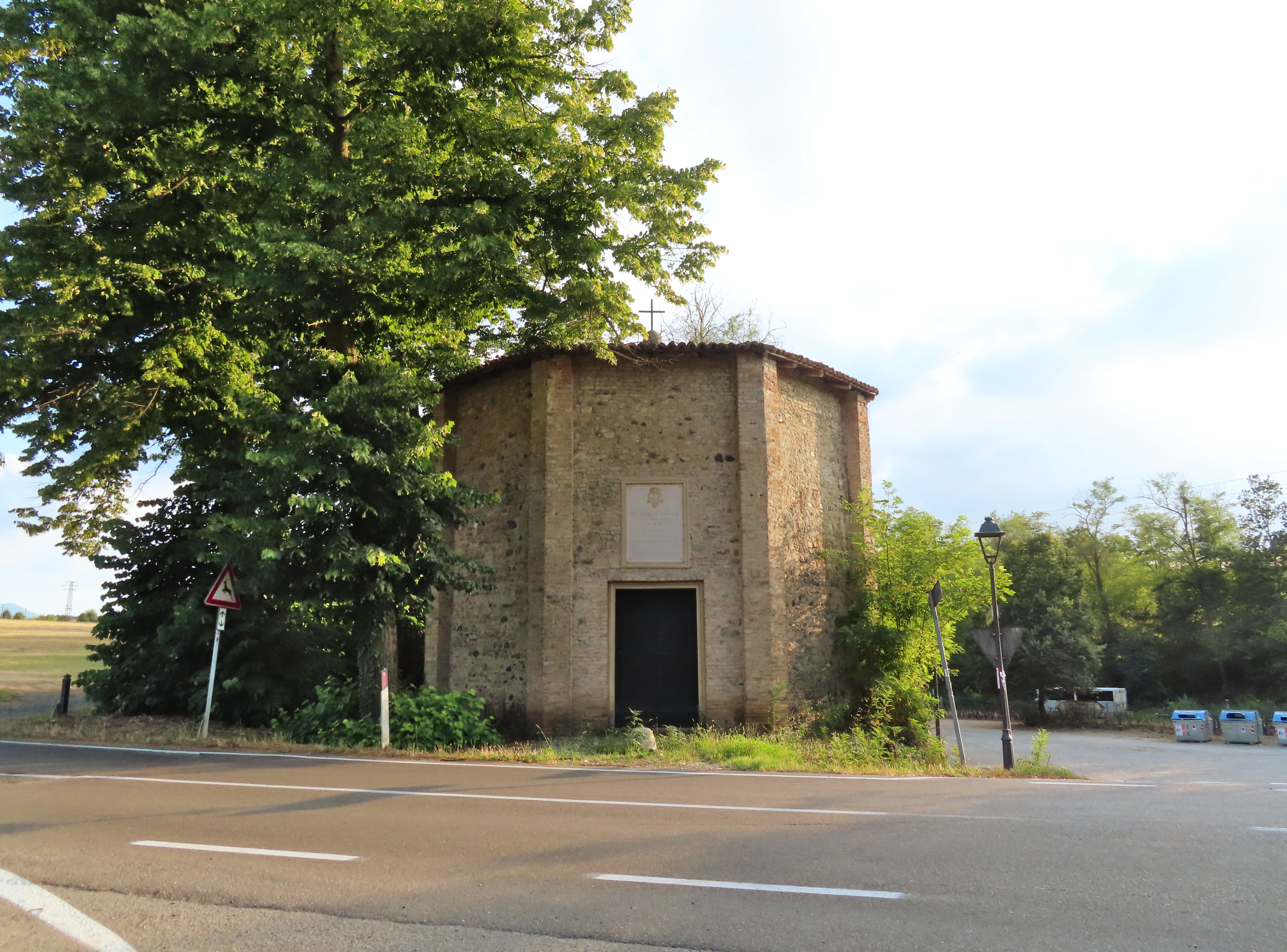
Oratorio della Madonna del Ponte

All'esterno del borgo si trova l'oratorio della Madonna del Ponte, edificio religioso caratterizzato dalla pianta di forma ottagonale, ottenuto riadattando una torre medievale originariamente parte del ponte levatoio che permetteva l'accesso al borgo; di questo ponte levatoio non rimane più nulla eccetto la torre adattata a oratorio.
L'ingresso del borgo è costituito da un arco a sesto acuto ogivale, superato il quale si trova il dongione, caratterizzato dalla pianta quadrata e alto 36 m, edificato in mattoni e ciottoli, originariamente torre principale di tutto il complesso, assunse, in seguito, la funzione di torre di avvistamento, nonché di abitazione. Questa torre, che rimane una delle poche costruzioni medievali ancora visibili dell'intero complesso, presenta evidenti tracce di danneggiamenti opera di colpi di cannone dovute ai diversi assedi a cui fu sottoposto il castello. La cinta muraria del borgo comprende una torre di forma semicircolare, posta sul lato meridionale del complesso, una torretta, posta nell'angolo nord-est e un alto terrapieno posto a difesa della fortificazione lungo il greto del fiume.

### Il castello

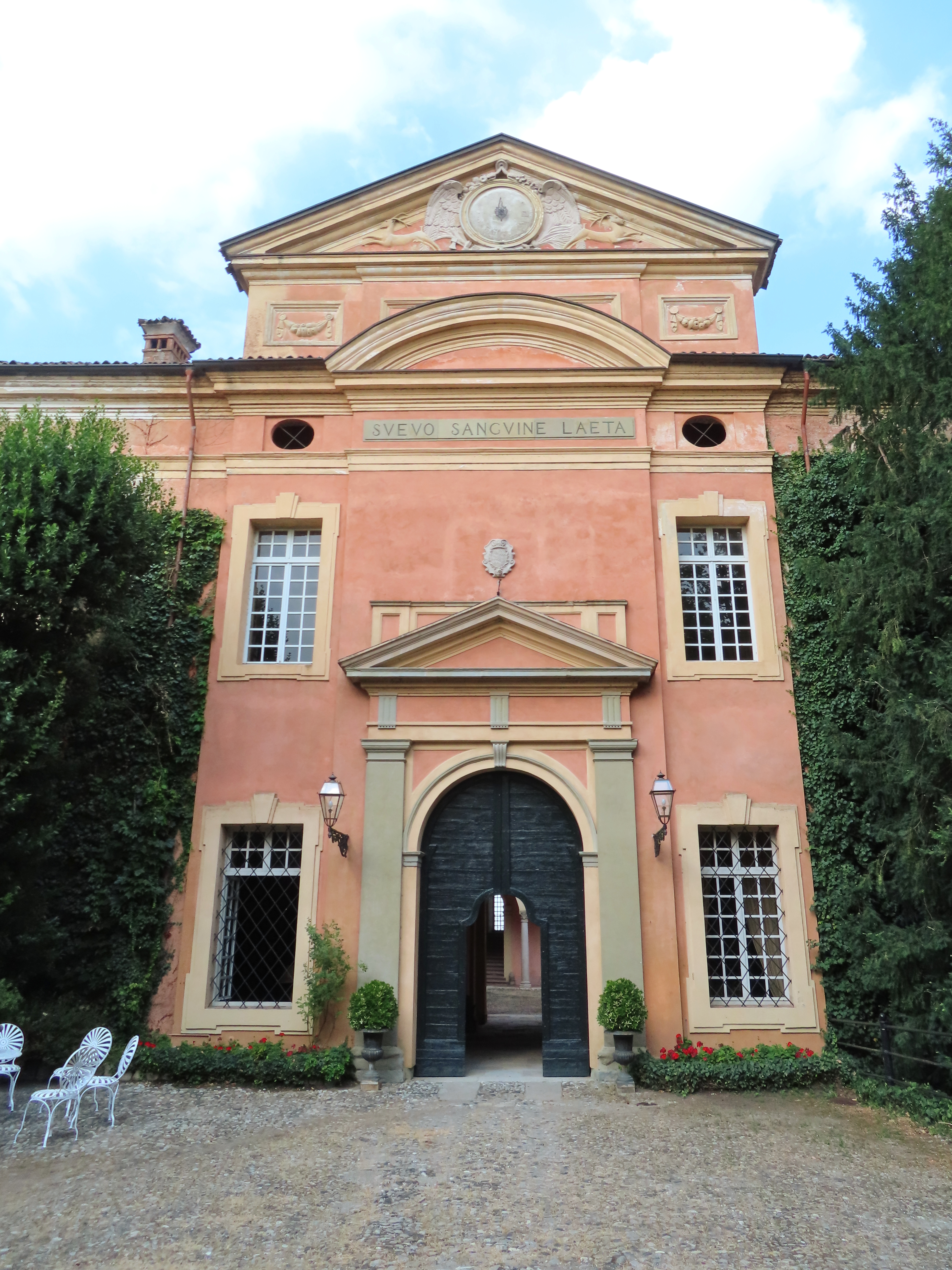
Facciata

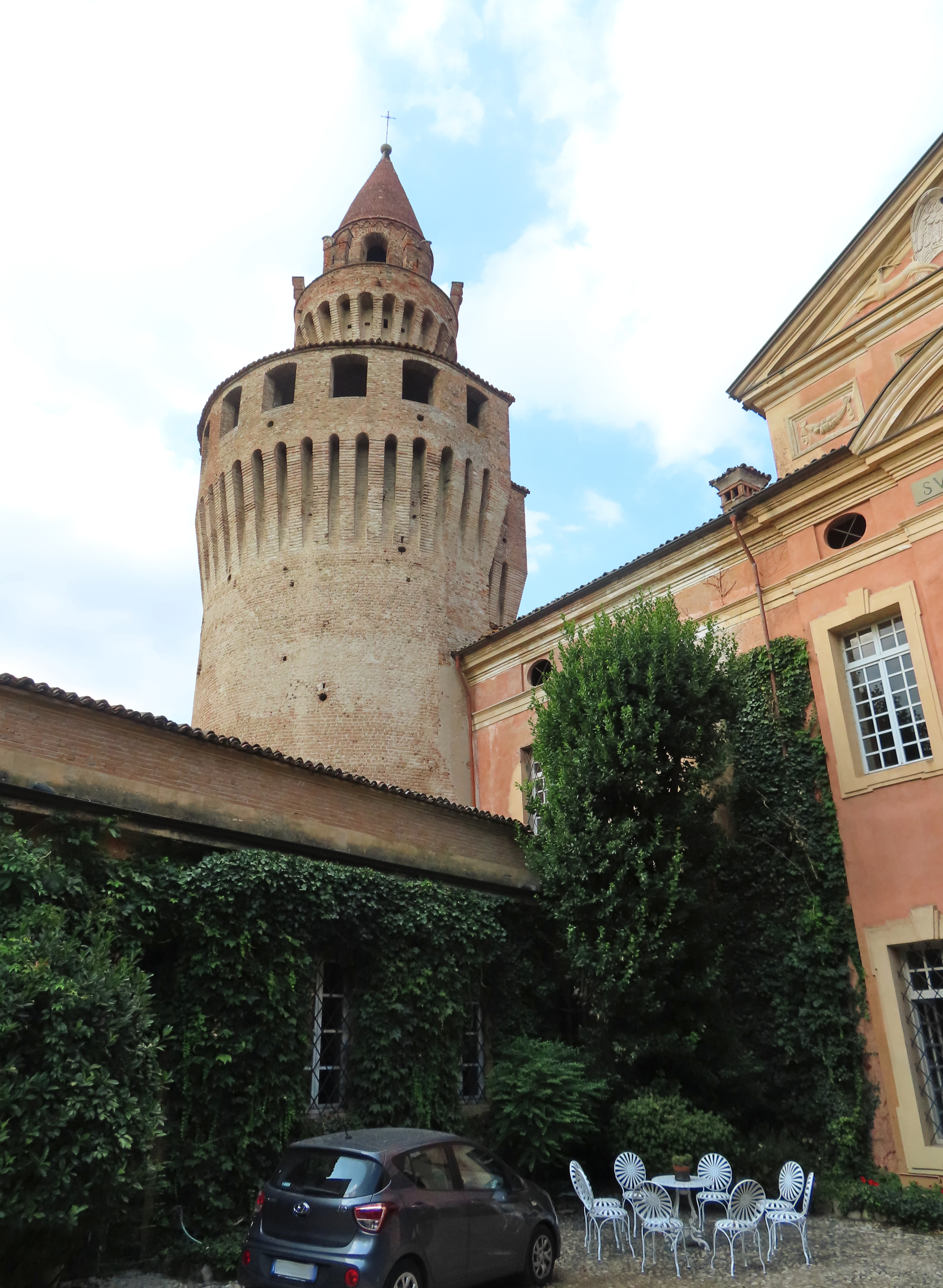
Torre nord-ovest

Il castello presenta una planimetria quadrangolare, con un cortile interno circondato da un doppio ordine di logge. In un angolo svetta la torre, di forma cilindrica, la cui realizzazione avvenne probabilmente poco prima dell'inizio del XVIII secolo, sovrastata da un torresino di fattura particolare, che si eleva al di sopra della torre stessa, da una piattaforma dotata di beccatelli e merli; la torretta si caratterizza come elemento caratteristico del complesso, essendo totalmente dissimile dalle altre torri del piacentino. Elementi simili si possono trovare, invece, più frequentemente in area lombarda. Nei pressi della sommità si trova un cammino di ronda agibile, da cui si gode di una visione panoramica sulle campagne adiacenti e sul parco del castello. All'interno della torre è presente un pozzo, denominato pozzo del taglio, la cui profondità è di alcune decine di metri.
Il cortile interno è decorato con fregi realizzati in cotto, capitelli, cornici e medaglioni in terracotta opera dell'architetto Antonio da Lugano e di Antonio da Pavia; queste decorazioni contengono al loro interno ritratti di alcuni membri della famiglia Landi e i simboli delle principali famiglie nobiliari caratterizzate da legami di parentela con i Landi.
La forma della facciata deriva dai lavori effettuati durante il XVIII secolo e presenta elementi neoclassici come il timpano di forma triangolare. Su di essa è riportata la scritta Svevo sanguine laeta a ricordo del legame di parentela stretto nel corso del XIII secolo dalla famiglia Landi con la famiglia reale sveva. Sempre al Settecento risale lo scalone che conduce al primo piano.

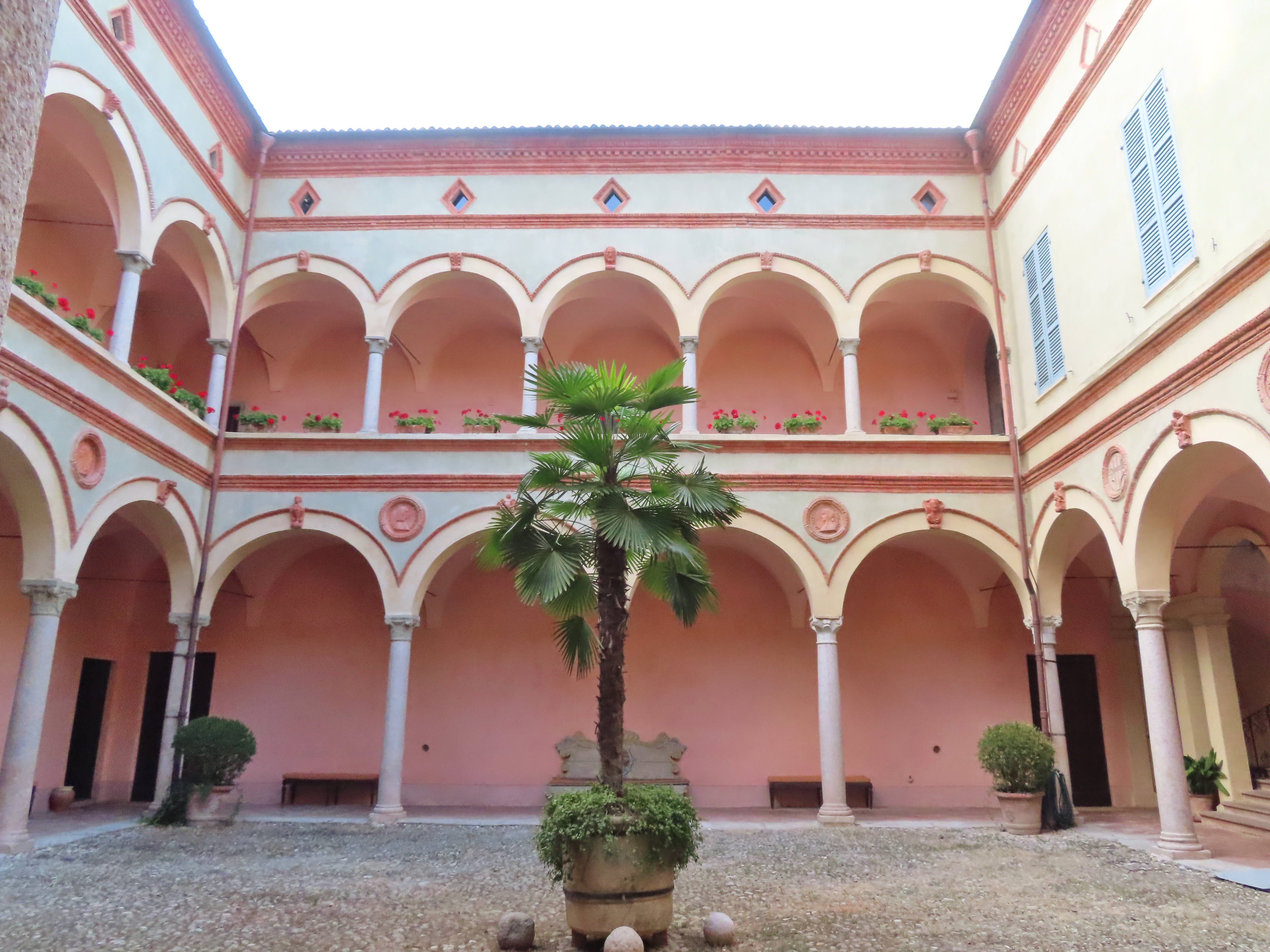
Lato nord del cortile interno

Al suo interno spiccano la presenza di un salone d'onore lungo 25 m realizzato nel corso del Quattrocento e dotato di un grande camino, della cappella interna, che presenta decorazioni di gusto barocco e della biblioteca, che contiene una serie di incisioni rappresentanti alcuni celebri pittori italiani e europei. Gli interni ospitano anche il museo permanente del costume militare, dove sono conservati, tra gli altri, due vessilli originariamente esposti sui pennoni di imbarcazioni impegnate nella battaglia di Lepanto riportanti lo stemma degli Scotti di Sarmato che presero parte alla contesa in supporto al duca Alessandro Farnese, e il museo parrocchiale.

### Chiesa di San Martino

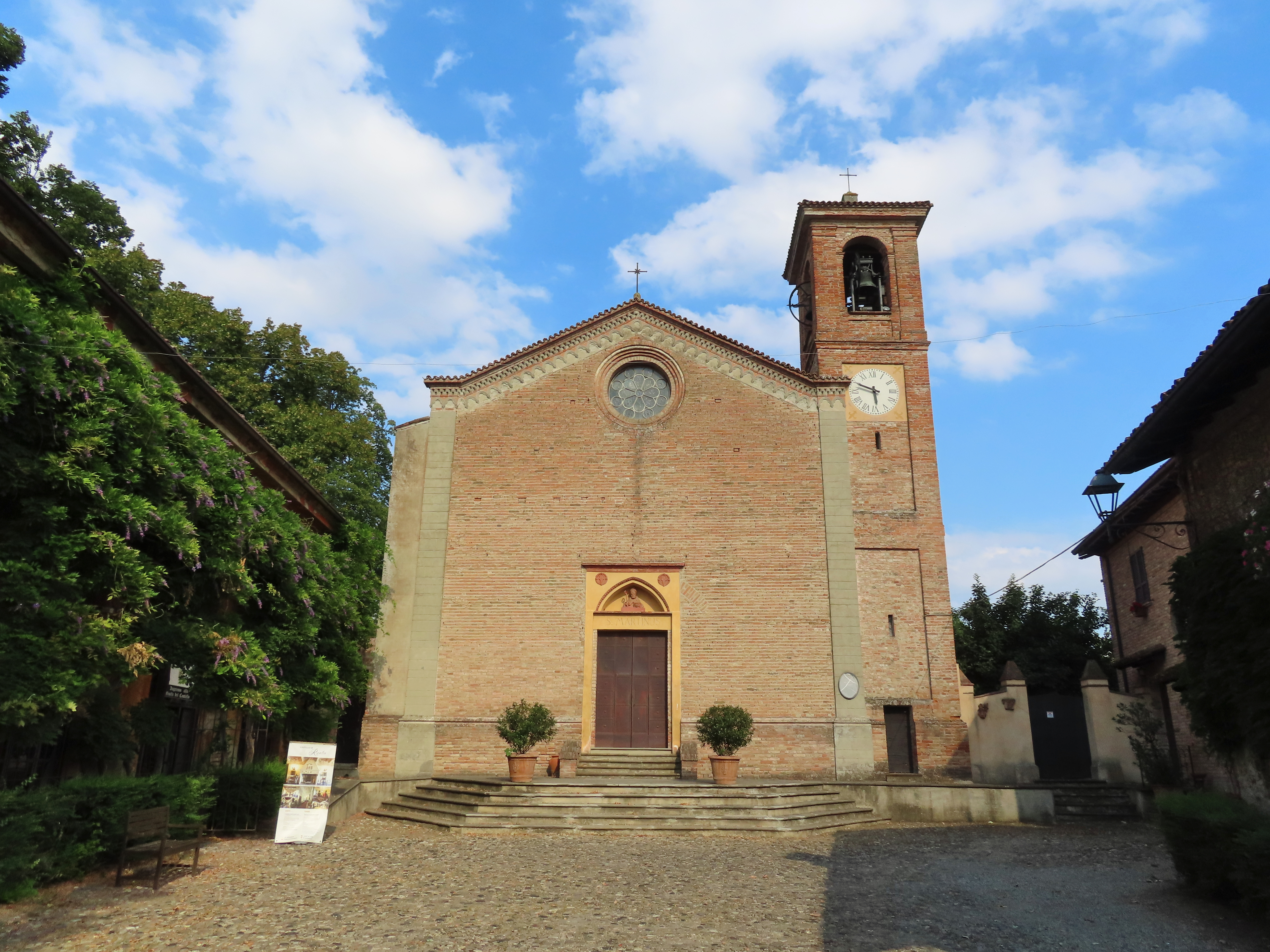
Chiesa di San Martino

Costruzione quattrocentesca, edificata su di un edificio sacro preesistente di cui sono stati trovati alcuni resti in operazioni di scavo condotte nella zona absidale dell'edificio e che venne citata per la prima volta nel 1037 quando fu donata al monastero di San Savino di Piacenza.
L'edificio, in stile romanico lombardo, è preceduto da un sagrato elevato rispetto al piano del borgo e accessibile tramite una scalinata in arenaria. La facciata è a capanna monocuspidata e presenta sugli angoli delle lesene realizzate in pietra che corrono per tutta la sua altezza. La chiesa presenta una pianta basilicale a navata singola con soffitto a capriate formato da tre campate, separate tra loro da archi a sesto acuto. Su ogni lato sono presenti tre cappelle votive che si aprono sulla navata tramite archi a tutto sesto. Ospita decorazioni in cotto e tele del pittore seicentesco Ferrante di Bologna.

### Parco
Il parco, realizzato durante i lavori di ampliamento condotti durante il XVIII secolo circonda il castello isolandolo dal resto del borgo e conserva al proprio interno diversi alberi secolari.